# Emigrante del Mundo
Emigrante del Mundo é um álbum de estúdio e estreia do cantor luso-francês Lucenzo, lançado em 30 de setembro de 2011, através Yanis Records e licenciado por B1M1 Recordings.

## Faixas
| N.º | Título                                                           | Compositor(es)                                                       | Produtor       | Duração |  |
| 1.  | "Danza Kuduro (com Don Omar)"                                    | Luís Filipe Oliveira, William Landrón, Faouze Barkati, Fabrice Toigo | Lucenzo, A&X   | 3:31    |  |
| 2.  | "Tengo El Flow"                                                  |                                                                      |                | 3:21    |  |
| 3.  | "Emigrante del Mundo"                                            | Lucenzo                                                              | Lucenzo        | 3:25    |  |
| 4.  | "Vem Dançar Kuduro (com Big Ali)"                                | Oliveira, Alexander Scander, Cyril Govic                             | Lucenzo        | 3:17    |  |
| 5.  | "Dame Reggaeton"                                                 |                                                                      |                | 3:28    |  |
| 6.  | "Dembow"                                                         |                                                                      |                | 3:14    |  |
| 7.  | "Quiero Vivir (com Chico & the Gypsies)"                         |                                                                      |                | 3:27    |  |
| 8.  | "Make It Hot"                                                    |                                                                      |                | 3:10    |  |
| 9.  | "Baila Morena"                                                   | Oliveira, Scander, Covic                                             | Faouze Barkati | 3:00    |  |
| 10. | "Dame Un Beso (Me Vuelves Loco)"                                 |                                                                      |                | 3:14    |  |
| 11. | "Mami Te Quiero"                                                 |                                                                      |                | 4:01    |  |
| 12. | "Jump (com Vince McClenny)"                                      |                                                                      |                | 3:14    |  |
| 13. | "Danza Kuduro (Throw Your Hands Up) (com Qwote e part. Pitbull)" |                                                                      |                | 3:30    |  |

## Desempenho nas paradas
Com base nos sucessos do álbum, "Danza Kuduro" e a canção título "Emigrante del Mundo", o álbum foi bem sucedida na França alcançando número #8 no SNEP oficial French Singles Chart.
| Parada musical (2011-2012)                           | Posições |
| ---------------------------------------------------- | -------- |
| Austrália (Ö3 Austria Top 40)                        | 60       |
| SNEP (Syndicat National de l'Édition Phonographique) | 8        |
| Portugal (AFP)                                       | 24       |
| Suíça (Schweizer Hitparade)                          | 15       |